# Ett fall för KLURO
Ett fall för KLURO, i original Odd Squad, är ett amerikanskt/kanadensiskt barnprogram som bland annat sänts i Sveriges Televisions i SVT Barn.